# Istituto navale di San Pietroburgo
Il Corpo navale di Pietro il Grande - Istituto navale di San Pietroburgo (Russo: Морской корпус Петра Великого — Санкт-Петербургский военно-морской институт; traslitterato: Morskoj Corpus Petra Velikogo - Sankt-Peterburgskij Voenno-Morskoj Institut, letteralmente: Corpo navale di Pietro il Grande - Istituto militare marittimo di San Pietroburgo), è un istituto superiore di formazione militare navale della Marina Militare della Federazione russa, con sede a San Pietroburgo nell'isola Vasil'evskij sul Lungoneva Tenente Šmidt. Il nome completo è Istituto scolastico statale federale di istruzione professionale superiore "Corpo Navale di Pietro il Grande - Istituto Navale di San Pietroburgo" del Ministero della Difesa della Federazione Russa ed è il più antico istituto di istruzione superiore di San Pietroburgo e il più antico attualmente operativo in Russia. Nella sua forma attuale, esiste dal 1998, con la fusione della Scuola navale superiore intitolata all'ex commissario del popolo per la Marina, Michail Vasil'evič Frunze (1885-1925) e la Scuola superiore sommergibili Komsomol Lenin. Dal 2001 ha il nome attuale. L'istituto forma ufficiali della marina in cinque specialità: navigazione, idrografia, dragaggio e lotta antisommergibile, sottomarini da crociera e missili balistici, nonché armi speciali.

## Storia

### Scuola di navigazione (1701)
Il 14 gennaio 1701 (14 gennaio calendario giuliano; 25 gennaio calendario gregoriano), con decreto dello Zar Pietro I, fu fondata a Mosca la "Scuola di Navigazione" (russo: Навигацкую Школу; traslitterato: Navigačkuju Školu) o meglio la "Scuola di Scienze Matematiche e della Navigazione" (cirillico: Школу Математических и Навигацких наук, traslitterato: Školu Matematičeskich i Navigačkich Nauk) situata nella torre Sucharev. La sua fondazione avvenne nell'anno in cui iniziò la Grande guerra del Nord (1701-1721). Scuola di Scienze Matematiche e della Navigazione. Lo scopo della creazione di questa istituzione educativa era quello di garantire che la flotta russa emergente fosse dotata di personale nazionale. Dal giugno 1701 la scuola aveva la sua sede nella torre Sucharev vicino al Cremlino e ha formato specialisti non solo per la marina, ma anche per l'esercito e il servizio civile. La scuola era divisa in classi: nelle prime due classi agli analfabeti veniva insegnata la lingua russa e a saper contare. Successivamente, la maggior parte delle persone provenienti dalle fasce più povere della popolazione furono inviate a servire come impiegati, mentre i più capaci e i giovani di nobile origine, venivano trasferiti alle classi successive, le più alte delle quali erano nautica (navigazione piana, mercatoriana e astronomica). Inoltre, gli allievi imparavano come tenere un diario di bordo, la navigazione stimata e il punto stimato della rotta  di una nave e la scherma. Lo studio si è concludeva con il superamento di un esame. I più capaci e diligenti potevano completare un intero corso di scuola in 4 anni, mentre per altri il percorso degli studi poteva durare fino a 13 anni. Gli insegnanti della scuola erano indipendenti l'uno dall'altro e riferivano solo all'ammiraglio generale Fëdor Matveevič Apraksin. Nel 1705 si ebbero i primi 64 diplomati.
I diplomati della Scuola ricevevano il diritto di diventare ufficiali dopo un lungo viaggio sulle navi e un esame adeguato. Molti si addestrarono nelle flotte inglese e olandese. Questa scuola era diretta da un discendente dei re scozzesi del Clan Bruce, il feldmaresciallo generale ed eroe di Poltava Conte Jakov Vilimovich Brius.

### Accademia della Guardia Navale (1715)
Nell'agosto 1715, Pietro I ordinò il trasferimento della "Scuola di scienze matematiche e della navigazione" a San Pietroburgo, ma a causa del gran numero di allievi, solo gli allievi delle classi superiori furono trasferiti a San Pietroburgo, mentre le classi inferiori rimasero a Mosca, sotto il nome originale di "Scuola di Navigazione". Le classi superiori trasferite a San Pietroburgo e l'istituto assunse la denominazione di Accademia della Guardia Navale, mentre la "Scuola di Navigazione" perse il suo status precedente e diventò scuola preparatoria per l'Accademia della Guardia Navale. Pietro il Grande seguì da vicino l'organizzazione e il programma di studi. L'Accademia Navale era progettata per 300 allievii ed era organizzata in 6 dipartimenti di 50 persone ciascuno. L'accademia era diretta da un direttore e i dipartimenti erano comandati da ufficiali dei reggimenti delle guardie. Oltre ai dipartimenti, l'Accademia aveva una classe separata di geometri composta da 30 persone. Nel 1716 fu istituito il grado militare di guardiamarina, grado che sostituì il grado di "navigatore", come passaggio da allievo dell'Accademia Navale al grado di mičman, istituito nel 1713. In seguito al superamento di un base esame, i mičman venivano promossi al grado di sottotenente (cirillico: унтер-лейтенант, traslitterato: Unter-lejtenant) il grado di ufficiale.
Nel 1732 la sede è stata trasferita al Palazzo Menšikov, che era stato confiscato ad Aleksandr Danilovič Menšikov ex favorito dello zar caduto in disgrazia. La data del 17 febbraio (calendario giuliano, 28 febbraio calendario gregoriano) 1732, giorno delle prime lezioni, è considerata quella di fondazione della nuova accademia. Quell'anno gli studenti erano cinquantasei. Il suo primo direttore fu un francese, il barone di Saint-Hilaire. Nello stesso anno, il grado di primo ufficiale della marina divenne il grado di guardiamarina, che mantenne questo significato fino al 1917 con un'interruzione nel periodo 1751-1758. Dal 1723 coloro che avevano completato il corso teorico venivano arruolati nella compagnia guardiamarina (200 persone). In estate, i guardiamarina venivano distribuiti tra le navi e facevano viaggi pratici, e in inverno continuavano la formazione teorica. La permanenza del grado di guardiamarina dipendeva dall'abilità e dalla disponibilità di posizioni di ufficiale, nonché dall'anzianità nell'elenco della compagnia. Invece dei sette anni richiesti, alcuni diventavano ufficiali in tre o quattro anni, mentre altri prestavano servizio nel grado di guardiamarina fino a vent'anni. Nel 1744, un guardiamarina di 54 anni, che aveva prestato servizio in questo grado per trent'anni, fu mandato in pensione "a causa di malattia e vecchiaia".
Nel periodo 1717-1752 oltre 750 allievi si sono diplomati all'Accademia.
A metà del XVIII secolo in Russia c'erano tre istituzioni educative che formavano gli specialisti per la flotta imperiale: la "Scuola di Navigazione" di Mosca, l'Accademia Navale e la "Compagnia dei guardiamarina".

### Corpo navale dei cadetti della nobiltà (1752)
Il 15 dicembre (calendario giuliano, 26 dicembre secondo il calendario gregoriano) 1752, con decreto della zarina Elisabetta Petrovna l'istituto è stato ribattezzato "Corpo navale dei cadetti della nobiltà"; la "Scuola di Navigazione" e la "Compagnia dei Guardiamarina" furono abolite. Il nome indicava che l'istituto scolastico era destinato a persone di nobile origine. Ogni anno venivano stanziati 46.561 rubli per la manutenzione dell'edificio.
L'istituto provvedeva alla formazione di 360 allievi suddivisi in tre compagnie da 120 persone ciascuna. La composizione della compagnia era mista e ogni compagnia con tre classi in formazione. Gli studenti delle classi superiori erano chiamati "Guardiamarina" e quelli delle due classi più giovani erano chiamati "cadetti".
Nel 1762 furono introdotti per gli allievi uniformi, armi ed equipaggiamento. Per assistere il direttore venne nominato un capitano di 1º rango, che era anche il suo vice, e al quale erano subordinati gli ufficiali comandanti di compagnia; Ogni compagnia aveva quattro ufficiali. Le materie di studio erano 28, tra cui: aritmetica, geometria, trigonometria, algebra, meccanica, navigazione, geografia, artiglieria, fortificazione, storia, politica, retorica, una lingua straniera a scelta tra francese, inglese o tedesco, manovre tattiche (evoluzioni marittime), pratica marittima, sartiame, scherma, danza. I trasferimenti da una classe all'altra, nonché la promozione dei guardiamarina a ufficiali, venivano effettuati solo per i posti vacanti.
Fino al 1762, i diplomati del Corpo dovevano prestare servizio a vita. Il 18 febbraio 1762, con il manifesto di Pietro III "Sulla libertà della nobiltà", ogni nobile ricevette il diritto di prestare servizio e di ritirarsi a propria discrezione. Questo ordine fu mantenuto fino al 1917. Nel 1769 fu fondata la biblioteca del Corpo della Marina, che fu rifornita di libri e di testi originali e tradotti.
Nel 1764, su iniziativa del Viceammiraglio Ivan Logginovič Goleniščev-Kutucov (cirillico: Иван Логгинович Голенищев-Кутузов) fu introdotta la carica di ispettore delle classi superiori, responsabile dell'organizzazione del processo educativo.
Tutti gli edifici bruciarono nel 1771, durante la peste russa del 1770-1772, e l'istituzione fu trasferita a Kronštadt, dove rimase fino al 1796.
La rapida crescita della flotta provocò l'espansione del Corpo Navale, il cui personale fu ampliato a 600 persone nel 1783, arrivando, nel 1791, ad addestrare circa mille persone.
Lo zar Paolo I, che mantenne il titolo di ammiraglio generale al momento della sua ascesa al trono, nel novembre 1796 espresse il desiderio "che la culla della flotta, il "Corpo dei cadetti della Marina", si avvicinasse all'Ammiragliato generale e ordinò che il "Corpo dei cadetti della Marina" fosse trasferito a San Pietroburgo, nel luogo in cui si trova attualmente. L'edificio costruito nel primo quarto del XVIII secolo, venne poi ricostruitao per il "Corpo dei cadetti navali" nel 1796-1798, secondo il progetto dell'architetto Fёdor Ivanovič Volkov e all'interno dell'edificio fu consacrata una chiesa in onore di San Paolo il Confessore.
Dal 1753 al 1802 Il corpo ha prodotto 3.036 ufficiali.

### Corpo dei cadetti della Marina
Nel 1802 la parola "nobiltà" fu rimossa dal nome, ma il principio di reclutamento del Corpo non cambiò. I guardiamarina più capaci venivano inviati come volontari nelle flotte inglese e francese. Nel 1812, il Corpo della Marinafornì alla flotta 134 guardiamarina, molti dei quali presero parte alla guerra contro la Francia napoleonica. Nel 1817, il personale del corpo provvedeva all'addestramento di 700 cadetti e guardiamarina, il costo del suo mantenimento ammontava a oltre 460 mila rubli l'anno.
Gli allievi erano cinquecentocinque nel 1826 sotto l'influenza di Nicola I, il Corpo dei cadetti fu equiparato a un battaglione dell'Esercito Imperiale  e il mantenimento ammontava a 341.565 rubli. Il 10 gennaio 1817, la Scuola di Architettura Navale fu fusa nel Corpo dei Cadetti della Marina, che formava specialisti per la costruzione navale. Nel 1827 fu trasformata in Compagnie di conduttori dell'equipaggio e di addestramento al lavoro marittimo. Nel 1828, le compagnie dei conduttori divennero un'unità indipendente e furono trasferite nell'edificio dell'Ammiragliato Principale.
Sotto l'ammiraglio ammiraglio Ivan Fёdоrоvič Krusenstern, che fu prima ispettore di classe e poi direttore del Corpo (1827-1842), furono creati un museo del Corpo e un osservatorio.
Nel 1827 presso il Corpo dei Cadetti della Marina fu istituita la Classe ufficiali, un corso per migliorare la formazione degli ufficiali. Il corso è stato prima biennale, poi triennale. Tuttavia, il livello di formazione degli ufficiali diminuiva costantemente, il che fu uno dei motivi della sconfitta nella guerra di Crimea.
Nel 1855, la trasformazione della flotta fu guidata dall'ammiraglio generale granduca Konstantin Nikolaevič. Nel 1861, con la sua partecipazione, furono stabilite nuove regole per l'ammissione al Corpo della Marina. Furono introdotti per la prima volta gli esami agonistici e il nuoto "di prova". Nel corpo venivano accettati giovani dai 14 ai 17 anni, e oltre ai nobili, avevano diritto di arruolarsi anche i figli di "cittadini onorari", degli ufficiali onorari dell'esercito e della marina e anche dei funzionari civili.

### Scuola navale (1867)
Nel 1867, il Corpo dei cadetti della Marina fu ribattezzato Scuola Navale. Secondo lo statuto, venivano accettati giovani di età superiore ai 16 anni; il periodo di formazione era di 4 anni, il personale era ridotto a 240 persone con l'aspettativa di diplomare annualmente 60 guardiamarina. Il titolo di "guardiamarina" iniziò ad essere assegnato ai diplomati che intraprendevano un viaggio della durata di un anno, al termine del quale venivano promossi al grado di mičman. Il corso era diviso in due fasi: generale (1 anno) e specialistico (3 anni). Gli esami di trasferimento si tenevano ogni anno a maggio e dal 25 maggio al 25 agosto i cadetti si esercitavano a bordo delle navi. Il 7 agosto 1862 la Classe Ufficiali venne riorganizzata nel nuovo "Corso accademico di Scienze Navali", ribattezzato nel 1877 "Accademia Navale Nicolaev", antesignana dell'attuale Accademia Militare Navale oggi intitolata all'ammiraglio della flotta dell'Unione Sovietica Nikolaj Gerasimovič Kuznecov.
Di fronte all'edificio nel 1873 ebbe luogo l'inaugurazione un monumento in onore dell'ammiraglio Krusenstern, che era stato direttore del Corpo e che fece il primo giro del mondo su una nave russa; il monumento venne realizzato dallo scultore Ivan Nikolaevič Šreder e dall'architetto Ippolit Antonovič Monighetti.
Dal 1875, il periodo di studio fu aumentato a 5 anni e l'età di coloro che entravano nella classe preparatoria fu ridotta a 12 anni.

### Corpo dei cadetti della Marina (1891)
Nel 1891, la scuola fu nuovamente ribattezzata Corpo dei cadetti della Marina. Secondo la nuova normativa, il periodo di addestramento era di 6 anni, il corpo era diviso in 6 compagnie e nel curriculum in 6 classi (tre generali e tre specialistiche). Nel 1898 venne aumentato a 600 il numero degli allievi. Il direttore del corpo esercitava la direzione attraverso i suoi più stretti assistenti. Ogni anno, durante i mesi estivi, i diplomati si esercitavano sulle navi della Squadra di Addestramento Navale. La qualità dell'addestramento era leggermente diminuita a causa dell'obsolescenza della composizione della nave del distaccamento. Tuttavia, la qualità della formazione speciale è rimasta piuttosto elevata grazie allo studio approfondito delle discipline speciali. Nel 1903 il periodo di studio nelle classi speciali fu prolungato di un altro anno.

### Corpo navale (1906)
Dal 1906 il Corpo dei cadetti della Marina venne rinominato Corpo Navale; nel corpo sono state apportate numerose trasformazioni, basate sull'implementazione dell'esperienza della guerra russo-giapponese. Il numero degli studenti fu aumentato e i guardiamarina delle classi speciali furono equiparati ai cadetti delle scuole militari. La tattica è diventata la materia principale nelle classi speciali. Il corso di storia navale si è trasformato in storia dell'arte navale. La base materiale è stata migliorata. Nel 1907 l'Accademia Navale Nicolaev è divenuta un'istituzione educativa indipendente. Nel 1912 si tennero le prime gare tra cadetti: includevano gare di ginnastica, scherma, tiro con fucili e rivoltelle, nuoto e vela.

### Corpo navale dello Zarevič l'Erede di Sua Maestà Imperiale (1914)
Il 6 novembre 1914, Nicola II nominò suo figlio lo zarevič Aleksej Nikolaevič capo del corpo, che venne ribattezzato Corpo navale dello Zarevič l'Erede di Sua Maestà Imperiale. All'inizio della prima guerra mondiale, nel corpo furono addestrati 756 cadetti e guardiamarina, tra cui i granduchi Andrej Aleksandrovič e Fëdor Aleksandrovič. Durante la prima guerra mondiale i periodi di addestramento furono ridotti, pur mantenendo l'ambito dei programmi di formazione di base. Tuttavia, il Corpo non è riuscito a supplire la crescente carenza di personale della flotta. 
Nel 1916 l'istituto venne ribattezzato "Scuola Navale". Nel marzo 1918 in seguito alla rivoluzione d'ottobre l'istituto cessò le sue attività.

### Corso di comando della flotta (1918)
Il 15 settembre 1918 un ordine speciale annunciò la creazione di corsi di comando della nuova Flotta Rossa degli operai e dei contadini per 300 studenti a Pietrogrado. L'inaugurazione dei corsi è avvenuta il 10 ottobre nell'edificio dell'ex Scuola Navale. Gli studenti venivano reclutati tra marinai specializzati, che avrebbero dovuto essere addestrati a svolgere compiti di ufficiale in soli 4 mesi. Nel 1919 i Corsi furono riorganizzati nella Scuola Personale Comando Flotta con un periodo di addestramento di tre anni e mezzo. La scuola comprendeva dipartimenti navali e tecnici. Il dipartimento navale addestrava navigatori, artiglieri e addetti alle mine, il dipartimento tecnico addestrava meccanici, elettromeccanici e operatori radiotelegrafici. Pertanto, per la prima volta, è stato implementato il principio della formazione di specialisti per le posizioni di ufficiale. Le regole di ammissione consentivano non solo ai marinai, ma anche ai giovani civili di iscriversi alla scuola. Nell'ottobre 1919 un distaccamento di studenti andò per la prima volta al fronte. Per l'eroismo dimostrato dal distaccamento, la scuola è stata insignita della Bandiera Rossa, che ora è conservata nel suo museo. L'8 luglio 1920 furono approvati i Regolamenti per l'ammissione alla Scuola, che stabilivano l'età dei candidati tra i giovani civili in 18 anni e tra i marinai militari in 26 anni. Per l'ammissione erano richiesti l'istruzione secondaria e il superamento degli esami di ammissione. Il 18 giugno 1922 ebbe luogo il primo diploma della scuola: si diplomarono 82 persone. Nello stesso anno, la formazione nelle specialità "ingegnere meccanico" e "ingegnere elettrico" fu trasferita alla neonata Scuola di Ingegneria Navale ora Istituto Militare (Politecnico) dell'Accademia Navale intitolata all'ammiraglio della flotta dell'Unione Sovietica Nikolaj Gerasimovič Kuznecov. Nell'autunno dello stesso anno la Scuola di Comando della Flotta fu trasformata in una Scuola Navale con un corso di studi quadriennale. Il programma era progettato per formare i comandanti. Le conoscenze acquisite garantivano la promozione al comandante di una nave di 2º rango. Per migliorare il personale navale nelle specialità di artiglieri, addetti alle mine, navigatori e sommergibilisti, furono aperti nel 1923 i Corsi Superiori per Comandanti Specializzati di Flotta (in seguito Classi Superiori Ufficiali Speciali della Marina). In seguito, l'ufficiale avrebbe potuto migliorare le sue conoscenze presso l'Accademia Navale. Nel 1922 ebbe luogo il primo vero e proprio viaggio di studenti a bordo di navi da guerra. Nel 1924, la nave scuola "Komsomolec" e l'incrociatore "Aurora" con cadetti a bordo effettuarono il primo viaggio a lunga distanza lungo la rotta Kronštadt - Bergen - Murmansk - Archángel'sk - Trondheim - Kronštadt, con una durata totale di 47 giorni.

### Scuola navale militare M. V. Frunze (1926)
Il 7 gennaio 1926, su richiesta del personale scolastico, la scuola venne intitolata all'ex commissario del popolo per gli affari militari e navali Michail Vasil'evič Frunze (1885-1925). Allo stesso tempo è stato introdotto il titolo di "Kursant". la scuola ha provveduto alla formazione di 825 cadetti. Il programma formativo è stato suddiviso in 4 corsi. Il 22 settembre 1935 furono introdotti nell'Unione Sovietica i gradi militari personali per il personale di comando dell'Armata Rossa e della Flotta Rossa. Nel giugno 1936 la scuola diplomò i suoi primi tenenti. Il 13 ottobre 1936, la scuola ricevette l'Ordine della Bandiera rossa. Furono formati quattro dipartimenti: navigazione, artiglieria, mine-siluri e idrografico. Nel 1937-1939 Scuole navali furono create a Baku, Sebastopoli e Vladivostok. Il 10 giugno 1939 la scuola ricevette l'Ordine di Lenin.

### Scuola navale militare superiore M. V. Frunze (1939)
Nel 1939 la scuola fu trasformata nella Scuola navale militare superiore M. V. Frunze. Il prestigio della scuola era in costante crescita. Nel 1940 furono ricevute 3.900 domande di candidati per 300 posti. Nel 1939 si diplomarono 625 tenenti e nel 1940 si diplomarono 404 tenenti. L'inizio della Grande Guerra Patriottica coincise con l'impiego dei cadetti ("Kursant") in guerra. Il 25 giugno 1941 ebbe luogo il diploma anticipato degli ufficiali ufficiali con 198 cadetti che divennero tenenti. Il secondo rilascio anticipato nel 1941 ebbe luogo il 31 ottobre. Nel luglio-agosto 1941, i cadetti del 1º e del 2º anno presero parte alle battaglie come parte della 1ª Brigata Marina. Alla fine di luglio 1941 fu presa anche la decisione di evacuare la scuola ad Astrachan', nella sede dell'Istituto tecnico per l'agricoltura e l'economia della pesca. L'evacuazione terminò il 10 gennaio 1942. Gli ultimi diplomi in tempo di guerra ebbero luogo il 7 maggio 1944. Nell'estate dello stesso anno la scuola tornò a Leningrado. Alla fine della guerra, i cadetti della "Scuola navale superiore M.V Frunze" parteciparono alla Parata della Vittoria sulla Piazza Rossa. Durante la guerra, 52 diplomati della scuola ricevettero il titolo di Eroe dell'Unione Sovietica. i primi diplomi del dopoguerra ebbero luogo nell'aprile 1947. Il 29 gennaio 1951, la Scuola navale militare superiore M. V. Frunze ricevette l'Ordine di Ušakov di 1ª classe, con decreto del Presidium del Soviet Supremo dell'Unione Sovietica. Nel 1955 al consiglio scolastico fu concesso il diritto di discutere e fare proposte su problemi che riguardavano la difesa. Successivamente furono creati consigli accademici specializzati per conferire diplomi scientifici di Candidato e di Dottore in Scienze. Nel 1959-1962 la scuola divenne centro di formazione di comando ed ingegneria navale e la durata della formazione aumentata a 5 anni. Nell'estate del 1962 ebbero luogo la prima laurea di specialisti di comando e di ingegneria navale e inoltre, per la prima volta, invece di sostenere sei esami di stato, i laureati erano chiamati a discutere una propria tesi. Nel 1959-1971, la scuola aveva un dipartimento del personale politico che formava ufficiali con un'istruzione politico-militare superiore. Nel 1967, sulla base di questa facoltà fu creata la Scuola politica navale superiore di Kiev. Nel 1967, la Facoltà di missilistica e di artiglieria navale fu trasferita a Kaliningrad, dove venne creata una filiale della Scuola navale militare superiore M. V. Frunze, che fu successivamente trasformato nella Scuola navale militare superiore di Kaliningrad attuale Istituto navale baltico Fëdor Fëdorovič Ušakov. 
Nel 1998, con la riorganizzazione delle istituzioni educative militari, la Scuola navale militare superiore M. V. Frunze è stata fusa con la Scuola superiore sommergibili Komsomol Lenin e ribattezzata Istituto navale di San Pietroburgo.

## Onorificenze
- Ordine della Bandiera rossa
- Ordine di Lenin
- Ordine di Ušakov di 1ª classe